# Otkrytie Arena
Spartak Arena (ili Otkrytie Arena) je stadion u Moskvi, Rusija. Radovi su počeli u listopadu 2010. godine, a otvaranje je bilo 5. rujna 2014. godine.
Stadion služi za domaće nogometne utakmice moskovskog kluba Spartak i za domaće utakmice ragbi kluba Spartak GM Moskva, a također je jedan od stadiona koji je ugostio pet utakmica Svjetskog nogometnog prvenstva 2018. godine. Stadion je kapaciteta 44.190 ljudi.
Stadion je konstruiran na strani zračne luke Tushino. Novi stadion je bio uključen u rusku kandidaturu za Svjetsko prvenstvo 2018.